# Miguel Alzamora
Miguel Alzamora Riera (ur. 17 lutego 1974 w Artà na Majorce) – hiszpański kolarz torowy, mistrz świata.

## Kariera
Największym sukcesem w karierze Miguela Alzamory jest zdobycie wspólnie z Joanem Llanerasem złotego medalu w madisonie podczas mistrzostw świata w Perth w 1997 roku. Hiszpan startował także na igrzyskach olimpijskich w Sydney w 2000 roku, gdzie wspólnie z kolegami zajął dwunaste miejsce w drużynowym wyścigu na dochodzenie, a na rozgrywanych cztery lata później igrzyskach w Atenach był szósty w madisonie. Alzamora kilkakrotnie wygrywał zawody Pucharu Świata: w 1999 roku w Meksyku i Cali był najlepszy w madisonie, w 2002 roku w Monterrey w madisonie oraz w 2003 roku w Aguascalientes w scratchu. Ponadto jest wielokrotnym medalistą mistrzostw Hiszpanii. W 2007 roku zakończył karierę.